# Kusinäktenskap
Kusinäktenskap är giftermål med vissa sorters kusiner, oftast någon form av korskusiner, men i vissa samhällen även parallellkusiner. Inom vissa kulturer och religioner används giftermål mellan släktingar som ett medel att behålla egendom inom familjen. Ungefär en miljard människor beräknas leva i kulturer där kusingifte är vanligt. Europeiska kungligheter har en tradition att gifta sig med släktingar. Inte minst inom ätten Habsburg förekom giftermål mellan nära släktingar, vilket tros vara en orsak till Karl II av Spaniens fysiska och mentala handikapp.
| Inavel och endogami har varit vanligt inom Europas furstehus, inte minst inom huset Habsburg. Figuren till vänster visar Karl II av Spaniens (porträtt till höger) släktträd med ett stort antal anförluster. |  | Inavel och endogami har varit vanligt inom Europas furstehus, inte minst inom huset Habsburg. Figuren till vänster visar Karl II av Spaniens (porträtt till höger) släktträd med ett stort antal anförluster. |
| Inavel och endogami har varit vanligt inom Europas furstehus, inte minst inom huset Habsburg. Figuren till vänster visar Karl II av Spaniens (porträtt till höger) släktträd med ett stort antal anförluster. |  | |

Äktenskap mellan nära släktingar förekommer även i mindre och geografiskt isolerade samhällen, till exempel  stamfolk  i Mikronesien och på Grönland

Partnerskap i släktled till och med sysslingar i världen:

## Kusinäktenskap efter region

### Mellanöstern och Nordafrika
Många länder i Arabvärlden har bland de högsta nivåerna av kusinäktenskap i världen, med andelar som varierar mellan 20 och 50 procent av alla äktenskap och äktenskap mellan kusiner i första led är vanliga med genomsnitt på mellan 20 och 30 procent.
Minst hälften av alla arabiska äktenskap i Mellanöstern är kusingiften mellan antingen kusiner eller sysslingar. Bortom kusinäktenskap är äktenskap inom klanen vanliga i Gulfstaterna och klanmedlemmar är vanligen släktingar.

#### Per land
Enligt Reproductive Health
| Land                  | Andel äktenskap mellan kusiner i första led i procent | Andel äktenskap med släktingar i procent |
| Algeriet              | 11,3                                                  | 22,6-34                                  |
| Bahrain               | 24,5                                                  | 39,4-45,5                                |
| Egypten               | 14,3-23,2                                             | 20,9-32,8                                |
| Egypten (Nubien)      | 39-47,2                                               | 60,5-80,4                                |
| Irak                  | 29-33                                                 | 47-60                                    |
| Jordanien             | 19,5-39                                               | 28,5-63,7                                |
| Kuwait                | 16,9-31,7                                             | 22,5-64,3                                |
| Libanon               | 6,7-31,6                                              | 12,8-42                                  |
| Libyen                |                                                       | 48,4                                     |
| Mauretanien           |                                                       | 47,2                                     |
| Marocko               | 8,6-10                                                | 19,9-28                                  |
| Oman                  | 24,1                                                  | 56,3                                     |
| Palestina             | 13,6-34,2                                             | 17,5-66,3                                |
| Qatar                 | 34,8                                                  | 54                                       |
| Saudiarabien          | 24,6-42,3                                             | 42,1-66,7                                |
| Sudan                 | 44,2-49,5                                             | 44,2-63,3                                |
| Syrien                | 28,7                                                  | 30-3-39,8                                |
| Tunisien              | 17,4-23                                               | 20,1-39,3                                |
| Förenade Arabemiraten | 20,7-28,2                                             | 40-54,2                                  |
| Jemen                 | 32-34                                                 | 40-44,7                                  |

#### Iran
Enligt en undersökning gjord år 2004 utgjorde äktenskap mellan makar med släktband 38,6% av alla äktenskap, där äktenskap mellan kusiner i första led var det vanligaste. Urvalet omfattade 306 343 par ur 12 etniska grupper.

#### Turkiet
Enligt data från en folkräkning gjord år 2003 utgjorde äktenskap mellan makar med släktband 22% av alla äktenskap.

### Sydasien

#### Afghanistan
En studie från 2012 pekar på att i Afghanistan utgjorde äktenskap mellan kusiner i första led 27,8 procent av alla äktenskap. Äktenskap mellan dubbelkusiner utgjorde 6,9 procent och äktenskap mellan sysslingar utgjorde 5,8 procent av alla äktenskap.

#### Indien
I sydvästra Indien är andelen äktenskap med släktingar 20-29% och i sydöstra Indien 30-39%.

#### Pakistan
En studie från 2014, genomförd på landsbygden i den pakistanska provinsen Punjab, visar att cirka 82,5 % av alla föräldrar var kusiner, sysslingar eller bryllingar.

### Europa och Nordamerika
År 506 stiftade föregångarna till den Romersk-katolska kyrkan nya lagar som förbjöd kristna att gifta sig med någon närmare släkt än bryllingar. Förbudet försvagade institutioner baserade på släktband i samhället och därmed klanstrukturer som dittills präglat Europa. Denna försvagning skedde parallellt med framväxande av en annan uppsättning egenskaper i befolkningarna: individualism, icke-konformism och tillit till främlingar.
I Europa liksom i Nordamerika ledde industrialiseringen till ökad mobilitet och människor kunde därmed resa långt ifrån stället de fötts och deras släktingar levde och hitta partners som inte hade släktband, men det största inflytandet hade förändrade kulturella vanor från 1875 och framåt.[källa behövs]
År 2014 hade färre än 1% av alla äktenskap i Europa och Nordamerika släktband.

#### Norge
Norge förbjöd kusinäktenskap i november 2020 enligt ett beslut i Stortinget. Detta var ett förslag som Arbeiderpartiet och Fremskrittspartiet lagt fram och det fick majoritet tack vare stöd ifrån Senterpartiet. Förslaget lades fram för att stärka integreringen av invandrare. Föregående sommar hade Norsk Innvandringsforum kritiserat förslaget på ett förbud och menade att kusinäktenskap skulle bygga på frivillighet.

#### Storbritannien
I delar av Storbritanniens pakistanska minoritet är andelen kusinäktenskap högre än 50%. Den pakistanska minoriteten utgör 3,4% av landets befolkning. Barn till pakistanska föräldrar utgör 30 % av alla barn med genetisk avvikelse.

#### Sverige
I Sverige är äktenskap och sexuellt umgänge förbjudet mellan dem som är släkt med varandra i rätt upp- och nedstigande led eller är helsyskon. Sexuellt umgänge mellan halvsyskon är dock tillåtet och halvsyskon kan få ingå äktenskap med varandra efter tillstånd av länsstyrelsen i det län där en sökande är folkbokförd. Länsstyrelsen ska först ska ha inhämtat yttrande i frågan från Socialstyrelsen enligt 2 kap. 3 § äktenskapsbalken (1987:230) jämförd med 15 kap. 1 § samma balk (1987:230).
Enligt kyrkolagen från 1686 måste alla svenska äktenskap registreras. Kusingiften var sällsynta mellan 1686 och 1820-talet, de krävde dispens från kungen och förekom mest hos adeln. År 1844 krävdes inte längre dispens och kusingiftena blev 2,5 till tre gånger fler.
Även om kusingifte har varit ovanligt så visar både släktforskning och autosomala DNA-tester bland svenskar att anförlusterna är många (man är släkt flera vägar) i vissa isolerade delar av Sverige, exempelvis för personer med rötter i Skellefteå och Anundsjö. Den begränsade genpoolen har gjort att DNA-testar kan ge intryck av betydligt närmare genetiskt avstånd mellan boende i Sverige än vad som kan förväntas utifrån personernas närmaste släktskap enligt släktforskningen.
En utredning om kusinäktenskap överlämnade sin promemoria till justitieministern 8 oktober 2024. Utredningen föreslår bland annat att ett förbud mot kusinäktenskap införs i äktenskapsbalken.

#### Tyskland
Enligt Zentrum für Türkeistudien i Essen år 2007 utgör kusinäktenskap en fjärdedel av alla äktenskap i Tysklands befolkning med rötter i Turkiet.

### Sydamerika
Upp emot 10% av alla äktenskap i Sydamerika är mellan makar med släktband.

## Medicinsk risk vid släktäktenskap
Professor Alan Bittles studie av genetiska och sociala konsekvenser av kusingiften visade ett resultat av en påtagligt ökad risk för ärftliga sjukdomar som Sjögrens syndrom och neuropati. Känt är också antikens egyptiska kungafamiljer, som tillämpade familjegifte i extrem grad, även mellan syskon, vilket ledde till missbildningar och sjukdomar. Norska Folkhälsoinstitutet (Folkehelseinstituttet i Norge) kom 2007 fram med en rapport över de medicinska riskerna vid släktäktenskap, där påvisas bland annat ökad risk för dödsfödsel, plötslig spädbarnsdöd (första året), medfödda missbildningar och dödsfall från 1 år upp till vuxen ålder hos barn med besläktade föräldrar.[källa behövs]